# Рікарду Шлахтер
Рікарду Шлахтер (порт. Ricardo Schlachter; нар. 7 липня 1977) — колишній бразильський тенісист.
Найвищу одиночну позицію світового рейтингу — 260 місце досяг 9 листопада 1998, парну — 161 місце — 15 липня 2002 року.
Здобув 2 парні титули.

## Юніорські фінали турнірів Великого шолома

### Парний розряд: 1 (1 поразка)
| Результат | Рік  | Турнір               | Покриття | Партнер           | Суперники                   | Рахунок  |
| --------- | ---- | -------------------- | -------- | ----------------- | --------------------------- | -------- |
| Поразка   | 1994 | Вімблдонський турнір | Трава    | Владімір Платенік | Вен Еллвуд Марк Філіппуссіс | 3–6, 4–6 |

## Фінали ATP Челленджер і ITF Ф'ючерс

### Одиночний розряд: 8 (3–5)
| Легенда              |
| -------------------- |
| ATP Челленджер (0–0) |
| ITF Ф'ючерс (3–5)    |

| Фінали за покриттям |
| ------------------- |
| Тверде (0–1)        |
| Ґрунт (3–4)         |
| Трава (0–0)         |
| Килим (0–0)         |

| Результат | В-П | Дата     | Турнір                      | Рівень  | Покриття | Суперник                 | Рахунок            |
| --------- | --- | -------- | --------------------------- | ------- | -------- | ------------------------ | ------------------ |
| Перемога  | 1–0 | Кві 1998 | Аргентина F1, Буенос-Айрес  | Ф'ючерс | Ґрунт    | Агустін Гаріцціо         | 6–0, 6–1           |
| Перемога  | 2–0 | Тра 1998 | Аргентина F2, Мендоса       | Ф'ючерс | Ґрунт    | Алехандро Арамбуру Акуна | 7–5, 6–7, 6–4      |
| Перемога  | 3–0 | Тра 1998 | Німеччина F7, Аугсбург      | Ф'ючерс | Ґрунт    | Бартломей Домбровський   | 1–6, 6–2, 6–1      |
| Поразка   | 3–1 | Лип 1999 | Уругвай F1, Монтевідео      | Ф'ючерс | Ґрунт    | Вальтер Гріноверо        | 1–6, 3–6           |
| Поразка   | 3–2 | Гру 1999 | Бразилія F2, Ріо-де-Жанейро | Ф'ючерс | Ґрунт    | Іван Берош               | 3–6, 6–4, 5–7      |
| Поразка   | 3–3 | Лип 2001 | Бразилія F5, Куритиба       | Ф'ючерс | Ґрунт    | Дієґо Веронельї          | 1–6, 3–6           |
| Поразка   | 3–4 | Лис 2001 | Бразилія F10, Аракажу       | Ф'ючерс | Тверде   | Педру Брага              | 1–6, 4–6           |
| Поразка   | 3–5 | Тра 2002 | США F10, Віро-Біч           | Ф'ючерс | Ґрунт    | Емін Агаєв               | 6–4, 1–6, 6–7(4–7) |

### Парний розряд: 31 (16–15)
| Легенда              |
| -------------------- |
| ATP Челленджер (2–5) |
| ITF Ф'ючерс (14–10)  |

| Фінали за покриттям |
| ------------------- |
| Тверде (1–5)        |
| Ґрунт (15–10)       |
| Трава (0–0)         |
| Килим (0–0)         |

| Результат | В-П   | Дата     | Турнір                              | Рівень     | Покриття | Партнер               | Суперники                                  | Рахунок                  |
| --------- | ----- | -------- | ----------------------------------- | ---------- | -------- | --------------------- | ------------------------------------------ | ------------------------ |
| Перемога  | 1–0   | Лют 1998 | Гана F2, Аккра                      | Ф'ючерс    | Ґрунт    | Карлос Гомес-Діас     | Ларс Кіршнер Вольфґанґ Вінклер             | 6–2, 6–2                 |
| Поразка   | 1–1   | Бер 1998 | Того F1, Ломе                       | Ф'ючерс    | Тверде   | Хоан Хіменес-Герра    | Петер Мадараші Стівен Ранджеловік          | 6–7, 4–6                 |
| Поразка   | 1–2   | Кві 1998 | Аргентина F1, Буенос-Айрес          | Ф'ючерс    | Ґрунт    | Антоніо Пріето        | Крістіану Теста Жуан Цвеч                  | 3–6, 2–6                 |
| Поразка   | 1–3   | Тра 1998 | Аргентина F2, Мендоса               | Ф'ючерс    | Ґрунт    | Антоніо Пріето        | Крістіану Теста Жуан Цвеч                  | 3–6, 4–6                 |
| Поразка   | 1–4   | Сер 1998 | Бразилія F2, Кампус-ду-Жордау       | Ф'ючерс    | Тверде   | Сімада Томас          | Нелсон Аертс Крістіану Теста               | 4–6, 6–3, 4–6            |
| Поразка   | 1–5   | Гру 1998 | Сантьяго, Чилі                      | Челленджер | Ґрунт    | Ермес Гамональ        | Енцо Артоні Федеріко Бровне                | 2–6, 4–6                 |
| Поразка   | 1–6   | Тра 1999 | Німеччина F2, Швабський Галль       | Ф'ючерс    | Ґрунт    | Андрес Шнейтер        | Олег Огородов Володимир Волчков            | 3–6, 6–4, 6–7            |
| Поразка   | 1–7   | Сер 1999 | Грамаду, Бразилія                   | Челленджер | Тверде   | Пауло Карвальйо       | Антоніо Пріето Алешандре Сімоні            | 1–6, 4–6                 |
| Перемога  | 2–7   | Лис 1999 | Аргентина F5, Ланус                 | Ф'ючерс    | Ґрунт    | Маркуш Даніел         | Енцо Артоні Андрес Шнейтер                 | 7–6, 6–7, 6–3            |
| Перемога  | 3–7   | Гру 1999 | Бразилія F2, Ріо-де-Жанейро         | Ф'ючерс    | Ґрунт    | Леандру Роза          | Флавіо Саретта Леонарду Сілва              | 6–2, 6–0                 |
| Перемога  | 4–7   | Бер 2000 | Аргентина F2, Кордова               | Ф'ючерс    | Ґрунт    | Марсіу Карлссон       | Алехандро Олівера Вольфганг Шранц          | 5–7, 6–4, 7–6(8–6)       |
| Перемога  | 5–7   | Жов 2000 | Бразилія F2, Флоріанополіс          | Ф'ючерс    | Ґрунт    | Марсіу Карлссон       | Мартін Вассальйо Аргуельйо Дієґо Веронельї | 2–6, 6–3, 6–4            |
| Поразка   | 5–8   | Жов 2000 | Парагвай F1, Асунсьйон              | Ф'ючерс    | Ґрунт    | Марсіу Карлссон       | Хуан Пабло Бжезіцькі Крістіан Вільяґран    | 5–7, 3–6                 |
| Поразка   | 5–9   | Лис 2000 | Чилі F7, Вальпараїсо                | Ф'ючерс    | Ґрунт    | Марсіу Карлссон       | Хайме Фільйоль мол. Ігнасіо Гонсалес-Кінг  | 4–6, 7–6(7–4), 5–7       |
| Перемога  | 6–9   | Гру 2000 | Чилі F8, Вальпараїсо                | Ф'ючерс    | Ґрунт    | Хуан-Феліпе Яньєс     | Ермес Гамональ Філліп Арбое                | 3–6, 7–5, 6–3            |
| Перемога  | 7–9   | Кві 2001 | Аргентина F3, Санта-Фе              | Ф'ючерс    | Ґрунт    | Бруно Соарес          | Леонардо Ольгін Марсело Вовк               | 7–6(7–3), 4–6, 6–3       |
| Перемога  | 8–9   | Кві 2001 | Бразилія F2, Teresópolis            | Ф'ючерс    | Ґрунт    | Марсіу Карлссон       | Федеріко Дондо Іван Міранда                | 6–1, 6–4                 |
| Перемога  | 9–9   | Тра 2001 | Мексика F4, Гвадалахара (Мексика)   | Ф'ючерс    | Ґрунт    | Бруно Соарес          | Марселло Амадор Мігель Гальярдо Вальєс     | 6–2, 6–2                 |
| Перемога  | 10–9  | Тра 2001 | Мексика F5, Канкун                  | Ф'ючерс    | Тверде   | Бруно Соарес          | Зак Флейшман Даґ Рут                       | 6–4, 6–4                 |
| Перемога  | 11–9  | Чер 2001 | Бразилія F4, Флоріанополіс          | Ф'ючерс    | Ґрунт    | Марсіу Карлссон       | Гільєрмо Каррі Міхаель Кінтеро Агілар      | 6–3, 6–2                 |
| Поразка   | 11–10 | Лип 2001 | Кампус-ду-Жордан, Бразилія          | Челленджер | Тверде   | Рікардо Мелло         | Алехандро Ернандес Андре Са                | 7–6(8–6), 6–7(5–7), 5–7  |
| Перемога  | 12–10 | Жов 2001 | Кіто, Еквадор                       | Челленджер | Ґрунт    | Рогір Вассен          | Г'юго Армандо Дієго дель Ріо               | 6–7(8–10), 6–4, 7–6(9–7) |
| Поразка   | 12–11 | Лис 2001 | Бразилія F8, Кампінас               | Ф'ючерс    | Ґрунт    | Марсіу Карлссон       | Себастьян Декуд Себастьян Уріарте          | 4–6, 6–7(2–7)            |
| Поразка   | 12–12 | Лис 2001 | Бразилія F10, Аракажу               | Ф'ючерс    | Тверде   | Едуарду Борер         | Педру Брага Роналду Карвалю                | 1–6, 7–5, 1–3 ret.       |
| Перемога  | 13–12 | Тра 2002 | США F11, Галландейл                 | Ф'ючерс    | Ґрунт    | Ігнасіо Гонсалес-Кінг | Дієґо Аяла Лазар Магдінчев                 | 4–6, 6–3, 7–5            |
| Перемога  | 14–12 | Чер 2002 | Колумбія F1, Санта-Фе               | Ф'ючерс    | Ґрунт    | Едуарду Борер         | Пабло Гонсалес Мікаель Кінтеро             | 6–1, 6–1                 |
| Перемога  | 15–12 | Лип 2002 | Оберштауфен, Німеччина              | Челленджер | Ґрунт    | Хайме Фільйоль мол.   | Патрісіо Аркес Серхіо Ройтман              | 6–2, 6–4                 |
| Поразка   | 15–13 | Лют 2003 | Бразилія F1, Сан-Паулу              | Ф'ючерс    | Ґрунт    | Роналду Карвалю       | Тьяго Алвес Бруно Соарес                   | 5–7, 4–6                 |
| Поразка   | 15–14 | Лип 2003 | Оберштауфен, Німеччина              | Челленджер | Ґрунт    | Ігнасіо Гонсалес Кінґ | Корнель Бардоцький Гергей Кішдєрдь         | 6–4, 6–7(4–7), 2–6       |
| Перемога  | 16–14 | Вер 2003 | Болівія F1, Санта-Крус-де-ла-Сьєрра | Ф'ючерс    | Ґрунт    | Себастьян Яґер        | Матіас Гуччоне Еміліано Редонді            | 6–3, 6–2                 |
| Поразка   | 16–15 | Жов 2003 | Кіто, Еквадор                       | Челленджер | Ґрунт    | Г'юго Армандо         | Рікардо Мелло Алешандре Сімоні             | 3–6, 4–6                 |